# Spich (Troisdorf)

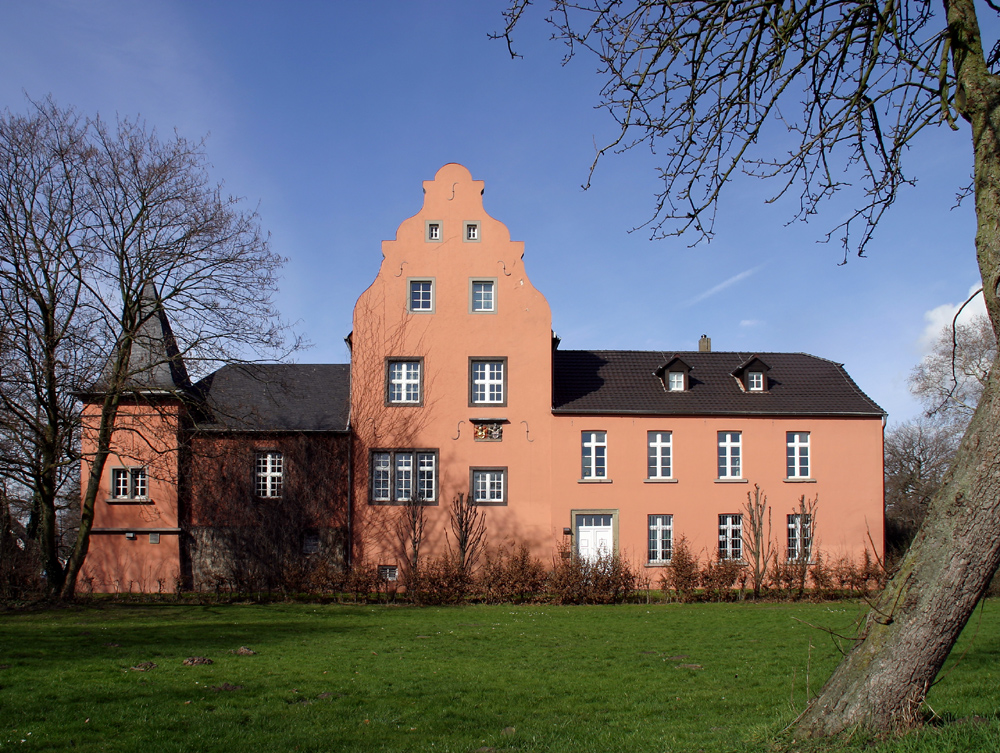
Herrenhaus des Adelshauses Broich, erbaut 1620

Spich ist eine der zwölf Ortschaften von Troisdorf im nordrhein-westfälischen Rhein-Sieg-Kreis. Am 31. Dezember 2016 hatte sie 12.876 Einwohner und ist damit nach Troisdorf-Mitte der bevölkerungsmäßig zweitgrößte Stadtteil von Troisdorf. Die Bundesstraße 8 bildet die Hauptstraße des Stadtteils. Des Weiteren befinden sich hier mehrere Gewerbegebiete sowie eine Anschlussstelle der Bundesautobahn 59 und ein S-Bahn-Haltepunkt mit direkter Anbindung an den Köln/Bonner Flughafen und den ICE-Bahnhof Siegburg/Bonn. Der Stadtteil ist geprägt durch Mehr- und Einfamilienhäuser. Die Industriegebiete liegen in den Randregionen. Im Spicher Wald befindet sich eine Sondermülldeponie. Sehenswert ist das Naturdenkmal Spicher Hohlstein.

## Geschichte
Der freiadelige Hof Haus Spich wurde 1297 erstmals urkundlich erwähnt. In einer Urkunde der Abtei Michaelsberg ist von einer Mechthild de Spico die Rede. 1555 gehörte die Honschaft Spich zum Kirchspiel und Landgericht Sieglar im bergischen Amt Löwenburg.
1815 wurde in Spich eine Alaunhütte in Betrieb genommen. Am 7. August 1826 fielen einem Brand acht Häuser in der Burgstraße und der Brückenstraße zum Opfer.
Die Gemeinde Spich gehörte zur Bürgermeisterei Sieglar. 1885 hatte sie 737 ha Fläche, davon 439 ha Acker-, 14 ha Wiesen- und 212 ha Waldfläche. Spich war der einzige Ort der Kommune. Die Gemeinde hatte 1885 192 Haushalte und ein unbewohntes Wohnhaus mit 976 Einwohnern (468 Männer und 508 Frauen).
Spich war bis 1927 selbständige Gemeinde und wurde am 1. April 1927 in die Gemeinde Sieglar eingegliedert. Im Zuge der Gemeindereform wurde am 1. August 1969 die Gemeinde Sieglar nach Troisdorf eingemeindet. Auf dem Gelände des Rittergutes Rott wurde ein Telegrafenhaus des Preußischen optischen Telegrafs gebaut, welcher nach Aufkommen der elektrischen Telegrafie als Forsthaus des Freiherrn Spies von Büllesheim genutzt wurde und heute Gaststätte ist.

### Einwohnerentwicklung
| Jahr | Einwohner |
| ---- | --------- |
| 1816 | 610       |
| 1843 | 851       |
| 1871 | 946       |
| 1905 | 1.517     |
| 1914 | 2.095     |
| 1961 | 5.656     |
| 2010 | 12.817    |

## Religion
Bis auf drei Bürger evangelischen Glaubens und zwölf Bürger jüdischen Glaubens war die Gemeinde im 19. Jahrhundert katholisch (961 Personen). Die evangelischen Bürger wurden von Siegburg betreut. 1966 wurde die evangelische Lukaskirche ursprünglich als Notkirchenbau in Zeltform erbaut, später dann renoviert und um einen Vorbau mit Empore für den Posaunenchor erweitert. Ein Glockenturm mit 3-stimmigen Geläut ist in Planung. Zur evangelischen Konfession bekennen sich heute ca. 25 % der Einwohner. Die in die katholische Pfarreiengemeinschaft Troisdorf eingegliederte Gemeinde Sankt Mariä Himmelfahrt umfasst ca. 5000 Katholiken. Die ehemalige Kapelle der belgischen Streitkräfte im Camp Spich wurde 2004 dem heiligen Dimitrios geweiht und dient als Gotteshaus für die rund 1600 Mitglieder zählende Gemeinde der griechisch-orthodoxen Christen im Rhein-Sieg-Kreis.

## Politik
Seit der Kommunalwahl 2020 stellt die SPD einen direkt gewählten und die CDU drei direkt gewählte Stadtverordnete.
- Wahlkreis 060: Heinz-Peter Albrings (CDU)
- Wahlkreis 070: Nico Novacek (SPD)
- Wahlkreis 080: Friedhelm Hermann (CDU)
- Wahlkreis 090: Olaf Prinz (CDU)

Der Vorsitzende des Ortsschaftsausschusses ist Nico Novacek (SPD).

## Kultur und Sehenswürdigkeiten

### Haus Broich
Der Rittersitz Haus Broich wurde erstmals im 12. Jahrhundert erwähnt. Der Name Broich deutet dabei auf eine Lage in einer Sumpf- oder Moorgegend hin. Udo de Bruche (von Broich) wurde ehedem vom Grafen von Berg zum Ritter geschlagen und in den Adelsstand erhoben. Seine Nachfahren waren über Jahrhunderte Vasallen der Grafen und später der Herzöge von Berg. Das Renaissance-Herrenhaus wurde 1620 erbaut.

### Haus Spich
Das „Haus Spich“ war ein freiadeliger Hof und wurde Namensgeber der Ortschaft Spich. Die ursprünglichen Gebäude existieren nicht mehr. Die denkmalgeschützte Anlage von Haus Spich besteht aus dem 1866 errichteten Herrenhaus in der Hauptstraße 183.

### Fachwerkhäuser in Spich
In Spich findet man noch einige der für die Region typischen Fachwerkhäuser. In die Liste der Baudenkmäler in Troisdorf sind davon aufgenommen „Haus Heep“ (Denkmal Nr. 98) und „Et Hüsje“ (Denkmal Nr. 34).

#### Haus Heep
Das Haus Heep (Schreuer) ist bereits auf einer Karte über die Rottzehntverhältnisse im bergischen Amt Löwenberg aus dem Jahre 1755 als nichtadeliger Gutshof eingezeichnet, der dann nach zwischenzeitlichen Eigentümern (Christian und Katharina Heep, um 1918) benannt wurde. Die Sterbeurkunde eines späteren Besitzers des Hauses bezeichnet diesen 1842 als Bauer, Wirt und Barriereempfänger. Als Barriereempfänger hatte er das Chausseegeld einzuziehen. Damit die Einzelpersonen, Pferdefuhrwerke und Viehtreiber auch tatsächlich bezahlten, war in Höhe des Hauses eine Barriere aufgestellt. Das Geld musste bei Tag und Nacht kassiert werden. Die nächste Zahlstelle befand sich an der Aggerbrücke in Troisdorf. Am 31. Dezember 1874 wurden in Preußen die staatlichen Chausseegebühren abgeschafft, so dass die Chausseehäuser als solche ihre Funktion verloren und die Bewohner meist auszogen. Es folgten verschiedene Besitzer, die das Haus als Wohnhaus und später auch wieder als Gaststätte benutzten, Teile abrissen und im Fachwerkstil wieder aufbauten, bis dann schließlich Ostern 1999 das Haus fast vollständig niederbrannte. Mit Hilfe des Heimat- und Geschichtsvereins Troisdorf wurde der vollständige Abriss der Ruine verhindert und das Haus in seiner alten Gestalt, allerdings nun mit Dachgauben, im Jahr 2000 wieder aufgebaut. Heute ist am „Wirtshaus Heep“ eine Tafel angebracht, die an seine wechselhafte Geschichte erinnert.

#### Et Hüsje
„Et Hüsje“ ist ein dem „Haus Heep“ gegenüber gelegenes Fachwerkhaus in der Hauptstr. 123a.

### Pfarrkirche St. Mariä Himmelfahrt

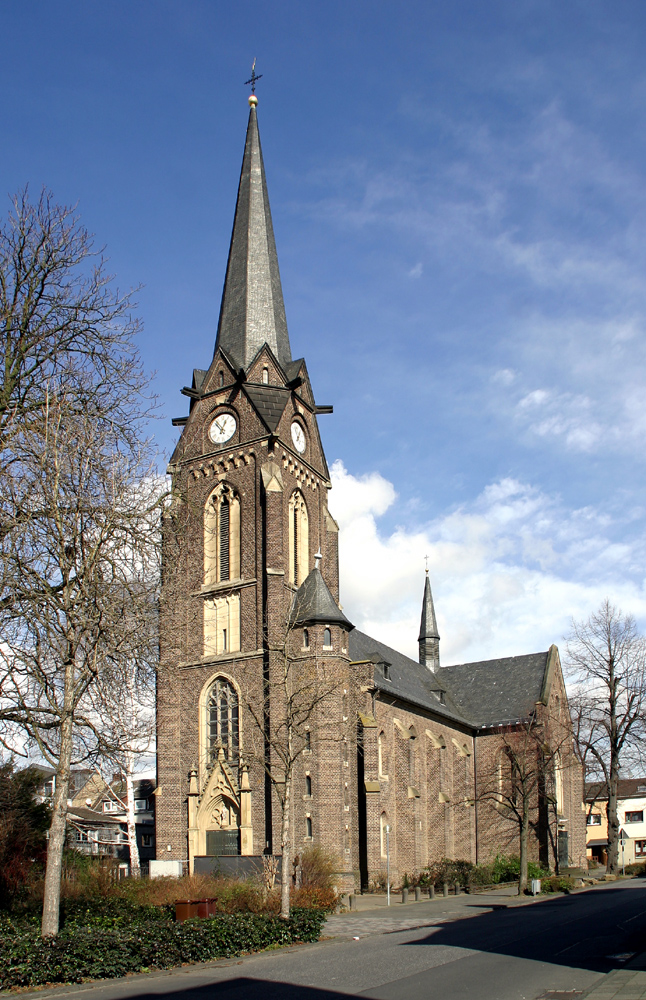
Neugotische Pfarrkirche „St. Mariä Himmelfahrt“

Am 28. November 1860 wurde in der Pfarrkirche St. Mariä Himmelfahrt die erste Messe gefeiert. Die Kirche ist in der Liste der Baudenkmäler in Troisdorf mit der Denkmalnummer 2016 verzeichnet.

## Vereine
Sportvereine sind der Fußball-Landesligist 1. FC Spich mit dem Lauftreff Spich, gegründet 1983, der Tennisverein TV Tie Break Troisdorf (gegründet 1978, zurzeit rund 250 Mitglieder), sowie der Tennisverein TC Spich (gegründet 1973) der Radsportverein Blitz Spich 1908 und das Tanzcorps Burggarde Spich e. V.
Die Tanzgruppe „12 Karat“ unter der Leitung von Inge Engels wurde 1977 gegründet und gehört zu den ältesten noch unter gleicher Leitung bestehenden Sportgruppen des 1. FC Spich, Abteilung Turnen und Volleyball.
Der älteste Verein von Spich ist der Männergesangverein 1874 e. V., der sich aus einem kirchlichen Gesangverein entwickelte. Als weiterer eigenständiger Zweig dieses Vereines entstand 1908 der Kirchenchor St. Gregorius. Außerdem wird der Chorgesang im Ensemble Nova Cantica sowie dem Troisdorfer Vokalensemble gepflegt, die wie der Kirchenchor auch als Chöre in der katholischen Pfarreiengemeinschaft Troisdorf organisiert sind.
Seit dem 6. Februar 1911 hat Spich auch eine eigene Löschgruppe, die heute der Freiwilligen Feuerwehr Troisdorf angehört. Die Löschgruppe Spich ist ebenfalls ein eingetragener Ortsverein.
Im Jahr 2007 wurde der Junggesellenverein (JGV) Spich neu gegründet.
Im Oktober 2009 gründeten Spicher Bürger den Orgelbauverein an St. Mariä Himmelfahrt, der sich die sachkundige Restaurierung der historischen Klais-Orgel der katholischen Pfarrkirche zur Aufgabe gemacht hat.

## Persönlichkeiten

### Söhne und Töchter des Stadtteils
- Gerhard Romilian von Kalcheim (gen. Leuchtmar, * 1589 in Spich; † 1644 in Berlin), deutscher Jurist und Diplomat
- Hans Willy Mertens (* 1866 in Spich; † 1921 in Köln), Lehrer, Schriftsteller und Sänger
- Friedrich Heuser (* 1890 in Spich; † 1962 in Köln-Braunsfeld), Landrat und Oberkreisdirektor
- Sven Lehmann (von Geburt 1979 an wohnhaft in Spich bis 2003), Politiker (Bündnis 90/Die Grünen) und Mitglied des Bundestages

### Mit dem Stadtteil verbundene Personen
- Rupert Neudeck (* 1939 in Danzig; † 2016 in Siegburg), deutscher Journalist, Gründer von Cap Anamur/Deutsche Not-Ärzte und Vorsitzender des Friedenskorps Grünhelme
- Sven Steinert (* 1983), deutscher Musiker